# Bianco Capena superiore
Il Bianco Capena superiore è un vino DOC la cui produzione è consentita nella provincia di Roma.

## Caratteristiche organolettiche
- colore: paglierino più o meno intenso.
- odore: leggermente aromatico, fine, caratteristico.
- sapore: asciutto o leggermente abboccato, caratteristico e gradevole.

## Produzione
Provincia, stagione, volume in ettolitri
- nessun dato disponibile